# 御成町 (鎌倉市)
御成町（おなりまち）は神奈川県鎌倉市鎌倉地域にある大字。丁番を持たない単独町名であり、住居表示実施済み区域。鎌倉駅西側の一帯を指す。佐助川が西から東へ流れ、今小路が南北に通る。鎌倉駅西口を出てすぐの南側には御成通りが、今小路と並行するように通っている。
駅の西方には鎌倉市役所、その南に鎌倉市立御成小学校、市立中央図書館がある。駅周辺は商業地区、今小路の西側は閑静な住宅街となっている。

## 歴史・由来
古くは大町字蔵屋敷に含まれていた。現在の地名の由来は市役所、商工会議所、御成小学校、市立中央図書館の一帯が鎌倉御用邸だったことによる。明治32年（1899年）4月25日に地鎮祭がなされ、東京の麻布第二御料地にあった御用邸が9月に移築された。富美宮允子内親王、泰宮聡子内親王が避暑や避寒によく利用していたという。関東大震災で御用邸が倒壊した後は再建されなかった。当時唯一の町立小学校であった鎌倉小学校(現鎌倉市立第一小学校)が児童増のため、御用邸の払い下げを受けて御成小学校が建てられた。
1984年の御成小学校改築に伴う発掘調査で、8世紀前半から10世紀初頭にかけての大型建物跡や木簡が発見されている。この遺跡は鎌倉郡の郡衙跡と推定されている。（今小路西遺跡の項目を参照）
また鎌倉時代から室町時代にかけての大型武家屋敷の跡が確認されている。これらは神奈川県の指定文化財となっている。
昭和40年（1966年）に住居表示に伴い大町、小町、扇ガ谷の一部を含めて新町名「御成町」が誕生した。

## 世帯数と人口
2023年（令和5年）9月1日現在（鎌倉市発表）の世帯数と人口は以下の通りである。
| 町丁   | 世帯数  | 人口    |
| ------ | ------- | ------- |
| 御成町 | 538世帯 | 1,094人 |

### 人口の変遷
国勢調査による人口の推移。
| 年                 | 人口  |
| ------------------ | ----- |
| 1995年（平成7年）  | 1,070 |
| 2000年（平成12年） | 1,004 |
| 2005年（平成17年） | 1,038 |
| 2010年（平成22年） | 1,144 |
| 2015年（平成27年） | 1,092 |
| 2020年（令和2年）  | 1,136 |

### 世帯数の変遷
国勢調査による世帯数の推移。
| 年                 | 世帯数 |
| ------------------ | ------ |
| 1995年（平成7年）  | 447    |
| 2000年（平成12年） | 426    |
| 2005年（平成17年） | 463    |
| 2010年（平成22年） | 517    |
| 2015年（平成27年） | 537    |
| 2020年（令和2年）  | 553    |

## 学区
市立小・中学校に通う場合、学区は以下の通りとなる（2017年7月時点）。
| 番地 | 小学校             | 中学校             |
| ---- | ------------------ | ------------------ |
| 全域 | 鎌倉市立御成小学校 | 鎌倉市立御成中学校 |

## 事業所
2021年（令和3年）現在の経済センサス調査による事業所数と従業員数は以下の通りである。
| 町丁   | 事業所数  | 従業員数 |
| ------ | --------- | -------- |
| 御成町 | 330事業所 | 4,070人  |

### 事業者数の変遷
経済センサスによる事業所数の推移。
| 年                 | 事業者数 |
| ------------------ | -------- |
| 2016年（平成28年） | 331      |
| 2021年（令和3年）  | 330      |

### 従業員数の変遷
経済センサスによる従業員数の推移。
| 年                 | 従業員数 |
| ------------------ | -------- |
| 2016年（平成28年） | 2,220    |
| 2021年（令和3年）  | 4,070    |

## 著名な住民
- 横山隆一　現在、邸宅跡がスターバックスコーヒー鎌倉御成町店となっている。

## その他

### 日本郵便
- 郵便番号 : 248-0012[3]（集配局 : 鎌倉郵便局[16]）。